# Preah Sdach
Preah Sdach es uno de los doce distritos que forman la provincia camboyana de Prey Veng, con una población estimada en marzo de 2008 de 110 571 habitantes. Está dividido en las siguientes  comunas (khum), que se muestran asimismo con población estimada de 2008:
- Angkor Reach 10,997
- Banteay Chakrei 13,750
- Boeng Daol 10,400
- Chey Kampok 8,581
- Kampong Soeng 11,253
- Krang Svay 7,027
- Lve 6,566
- Preah Sdach 11,769
- Reathor 7,103
- Rumchek 12,290
- Sena Reach Otdam 10,835[1]